# 新乡职业技术学院
新乡职业技术学院位于新乡经济技术开发区经三路6号，是新乡市人民政府在整合新乡市13所院校组建、举办的公办全日制普通高等职业院校。另有北校区（卫辉市）、西校区（新飞大道）和南校区（平原示范区），总占地2450余亩，建筑面积70余万平方米。

## 历史
2008年，新乡市人民政府以新乡纺织职工大学改制，依托新乡市技师学院资源并整合河南省新乡商业学校、新乡市机电工程学校、新乡市体育运动学校、新乡市粮食成人中等专业学校等12所职业学校，筹建新乡职业技术学院。2009年2月28日，河南省人民政府发布《关于建立新乡职业技术学院的批复》【豫政文〔2009〕24号】，同意设立新乡职业技术学院。2009年4月，完成了教育部备案工作，新乡职业技术学院正式成立。

### 新乡市纺织职工大学
1975年创办新乡市轻工业局721工人大学。1981年更名为新乡市纺织职工大学。2009年新乡市纺织职工大学、新乡市高级技工学校合并升格新乡职业技术学院。

### 新乡市高级技工学校
1958年河南省第三技工学校创建。1969年河南省第三技工学校撤销。1975年河南省第三技工学校复校并更名为新乡市技工学校。1986年新乡市技工学校更名为新乡市第一技工学校。著名校友有第十四届全国人大代表、中国航空工业新航集团116厂机加分厂钳工组长高级技师孟祥忠。1985年9月至1988年6月新乡市第一技工学校钳工班学习，2016年当选河南省总工会兼职副主席。
1979年新乡市第二技工学校创建。
1957年河南省化工学校创建。河南省化工学校更名新乡地区技工学校。1986年新乡地区技工学校更名新乡市第三技工学校。
2004年新乡市第一技工学校、新乡市第二技工学校、新乡市第三技工学校和新乡市实业公司整合，经河南省劳动和社会保障厅批准成立新乡市高级技工学校。 

### 新乡幼儿师范高等专科学校
1883年11月，李时灿等在卫辉府成立了推行进步教育的“可文社”（也称“汲县读书社”）。坐落于县城贡院街东头，明朝时期为汝王朱祐梈、潞王朱翊镠两藩王府邸。1898年，改名“经正书舍”。1906年，在“经正书舍”内创设“经正师范学堂”。1916年更名为河北道区师范学校。1918年改称河南省立第五师范学校（简称“省立五师”）。1930年改为河南省立汲县师范学校。1949年更名为平原省卫辉师范学校。1952年改名为河南省汲县师范学校。1973年学校复办，称河南省新乡地区汲县师范学校。1987年新乡地市合并，改称河南省新乡市汲县师范学校。1990年更名为新乡市第一师范学校（简称“新乡一师”）。2002年，在全国师范教育结构调整中改为河南省新乡幼儿师范学校（简称“新乡幼师”）。2007年更名为新乡幼儿师范学校。2008年与新乡文化艺术学校合并，称新乡幼儿师范高等专科学校（筹）。2016年，河南省人民政府发文（豫政文[2016]21号），同意新乡幼儿师范学校并入新乡职业技术学院。成立新乡职业技术学院师范学院。2018年整体搬迁到位于卫辉的新校区，称新乡职业技术学院北校区。
著名校友有：
- 李健：1936届校友。中国人民解放军开国少将[3]
- 侯德昌
- 秦岭云
- 卢光照
- 郭文艳：2002届校友、2021年“全国教书育人楷模”[4]

### 新乡市体育运动学校
新乡市体育运动学校是1985年5月河南省人民政府批准建立。2012年新乡市体育运动学校并入新乡职业技术学院。
著名校友有乒乓球世界冠军刘国梁、2011年世界杯短池游泳冠军巩杰、2019年国际田联钻石联赛女子标枪第一名吕会会。 

### 河南省新乡商业学校
河南省新乡商业学校是1980年10月河南省人民政府批准建立的一所商业中等专业学校。隶属新乡市人民政府领导。学校位于新乡市解放南桥西。占地面积44000平方米。编制104人。设工业会计、流通企业会计、电脑美术设计、办公自动化设备与维修、计算机信息管理、计算机网络与应用、电子商务等15个专业。

### 新乡市文化艺术学校
1980年在河南新乡市郊区平原乡马小营村兴建新乡地区戏曲学校，校长王增荣。设豫剧、怀梆、杂技专业。1984年8月改名为新乡地区文化艺术学校。1986年新乡地区建制撤销，该校归新乡市领导，改名为新乡市文化艺术学校。该校1981年至1987年共招收学生216人,其中3期豫剧学生160人。2008年与新乡幼儿师范学校合并，称新乡幼儿师范高等专科学校（筹）。